# Bondo (Costa d'Avorio)
Bondo  è una città e sottoprefettura della Costa d'Avorio appartenente al dipartimento di Bondoukou. Conta una popolazione di 19 932 abitanti (censimento 2014).